# Christoph Kneip
Christoph Kneip (* 7. Januar 1980) ist ein deutscher Degenfechter. Der Rechtshänder ficht in der Fechtabteilung von Bayer 04 Leverkusen. Seit 2005 ist er ohne Unterbrechung Mitglied des Bundeskaders des Deutschen Fechter-Bundes. Er gewann zwei Medaillen bei Europameisterschaften und ist dreifacher deutscher Meister.

## Erfolge
Mit der Herrendegen-Nationalmannschaft wurde Kneip 2003 zweiter bei den Weltmeisterschaften in Havanna, 2010 dritter bei der Europameisterschaft im eigenen Land in Leipzig. Insgesamt nahm er an fünf Weltmeisterschaften teil (davon vier sowohl im Einzel als auch in der Mannschaft und eine nur mit der Mannschaft), sowie an vier Europameisterschaften (jeweils Einzel und Mannschaft). Im Einzel war sein bestes Ergebnis auf einer internationalen Meisterschaft ein 12. Platz bei der Europameisterschaft 2012 in Legnano.
Er gewann insgesamt drei Weltcupturniere und wurde zwei Mal deutscher Einzelmeister (2011 und 2013). Mit Bayer Leverkusen wurde er zusätzlich Deutscher Mannschaftsmeister 2009 und gewann mehrere weitere Medaillen bei den deutschen Mannschaftsmeisterschaften.